# Station Kobe
Station Kōbe (神戸駅, Kōbe-eki) is een spoorwegstation in de wijk Chūō-ku in Kobe, Japan. Het wordt aangedaan door de JR Kobe-lijn. Het station heeft vijf sporen, die allemaal gebruikt worden. Het station bevindt zich naast het metrostation Harborland aan de Kaigan-lijn.

## Treindienst

### JR West
| 1 | ■ JR Kobe-lijn | sneltreinen richting Sannomiya, Amagasaki en Osaka ('s ochtends tijdens werkdagen) |
| 2 | ■ JR Kobe-lijn | intercity's richting Sannomiya, Amagasaki en Osaka                                 |
| 3 | ■ JR Kobe-lijn | stoptreinen richting Sannomiya, Amagasaki en Osaka                                 |
| 4 | ■ JR Kobe-lijn | stoptreinen richting Nishi-Akashi en Himeji                                        |
| 5 | ■ JR Kobe-lijn | sneltreinen en intercity's richting Nishi-Akashi en Himeji                         |

## Geschiedenis
Het treinstation werd in 1874 geopend.

## Overig openbaar vervoer
Er bevindt zich een busstation met langeafstandsbussen en bussen van het busnetwerk van Kōbe.

## Stationsomgeving
Hoewel de gebieden rondom het station in 'oost' en 'west' verdeeld kunnen worden, worden deze door de bewoners van Kōbe respectievelijk aangeduid als 'kustzijde' en 'bergzijde'.

### Beneden het station
- Duo Kōbe (winkelpassage)
- Metro Kōbe (winkelpassage)

### Bergzijde
- Station Kosoku Kobe aan de Tōzai-lijn
- Minatogawa-schrijn
- Kōbe Cultuurhal
- Rechtbank van Kōbe
- Autoweg 428
- McDonald's
- AM/PM
- 7-Eleven

### Kustzijde
- Station Harborland aan de Kaigan-lijn
- Kobe Harborland (multifunctioneel gebied):
  - Takahama Passasiergsterminal (aanlegplaats)
  - Harbor Walk (boulevard)
  - Kōbe Mosaic (winkelcentrum)
  - Hankyu Kōbe (warenhuis)
  - Hotel New Otani
  - Kobe Crystal Tower
  - Autoweg 2
  - Autoweg 28
- Lawson
- Kentucky Fried Chicken

(Tōkaidō-lijn<<) · Ōsaka · Tsukamoto · Amagasaki · Tachibana · Koshienguchi · Nishinomiya · Sakura-Shukugawa · Ashiya · Konan-Yamate · Settsu-Motoyama · Sumiyoshi · Rokkomichi · Nada · Sannomiya · Motomachi · Kōbe · Hyōgo · Shin-Nagata · Takatori · Suma-Kaihinkōen · Suma · Shioya · Tarumi · Maiko · Asagiri · Akashi · Nishi-Akashi · Okubo · Uozumi · Tsuchiyama · Higashi-Kakogawa · Kakogawa · Hoden · Sone · Himeji-Bessho · Gochaku · Himeji · (>>Sanyō-lijn) 

Wadamisaki-lijn: Hyōgo · Wadamisaki